# Otto von der Mark
Otto von der Mark, später Otto von der Mark, Graf von Altena oder kurz Otto von Altena († 14. August 1262) war der Sohn von Adolf I. von der Mark aus dessen Ehe mit Irmgard von Geldern.
Er war Propst in Aachen und Maastricht. Als Heinrich von Molenark das Kloster Fröndenberg gründete, übernahm Otto die Stiftung und ließ auf seine Kosten auch die Stiftskirche Fröndenberg errichten. Die Zisterzienserinnen kamen aus Hoven, heute Zülpich. Seine Schwester Richardis wurde die erste Äbtissin.
Nach der Erbteilung im Jahre 1249 gab Otto seine geistlichen Ämter ab und residierte mit Einverständnis seines Bruders Engelbert I. von der Mark mit einer eigenen Hofhaltung auf Burg Altena. Um 1250 errichtet er in der Burg einen neuen Palas. Er begründete eine gute Verwaltung und Ämterorganisation.